# Павлова, Таисия Григорьевна
Таисия Григорьевна Павлова (род. 1929 год, Челябинская область) — клепальщица завода № 84 имени В. П. Чкалова Совета народного хозяйства Узбекской ССР, Ташкент. Герой Социалистического Труда (1962).

## Биография
Родилась в 1929 году в одном из сельских населённых пунктов Челябинской области. В послевоенные годы переехала в Ташкент, где трудилась ученицей, клепальщицей на заводе № 84 имени В. П. Чкалова (с 1960 года — Ташкентский авиационный завод имени В. П. Чкалова, с 1973 года — Ташкентское авиационное производственное объединение им. В. П. Чкалова) в Ташкенте. Трудилась на производстве военно-транспортных самолётов Ли-2, с 1954 года — самолёта Ил-14 и с 1961 года — самолёта Ан-12.
Внесла несколько рационализаторских предложений, в результате чего значительно возросли производительность труда и качество выпускаемой продукции. Досрочно за четыре года выполнила личные социалистические обязательства и производственные задания Семилетки (1959—1965). Указом Президиума Верховного Совета СССР («закрытым») от 2 марта 1962 года удостоена звания Героя Социалистического Труда за «выдающиеся успехи, достигнутые в деле организации серийного производства и выпуска новой авиационной техники» с вручением ордена Ленина и золотой медали «Серп и Молот» (№ 8261).
Этим же Указом званием Героя Социалистического Труда были награждены директор завода Степан Иванович Кадышев и медник Икрам Акмалов.
Жила в Ташкенте. Дальнейшая судьба не известна.